# 桃園市立大成國民中學
桃園市立大成國民中學（英文：Da Cheng Junior High School），簡稱大成國中、大成，位於台灣桃園市八德區大湳地區。

## 歷史沿革
- 1980年：5月於八德國中辦公室成立桃園縣立八德國民中學大湳分校籌建委員會。
- 1982年：定名為桃園縣立大成國民中學，暫借大成國小、大安國小教室上課。
- 1983年：新建校舍於3月落成，遷入現址上課。
- 1986年：奉准成立附設補習學校。
- 1996年: 成立桃園縣第一所學校教師會
- 1998年: 協助成立桃園縣教師會
- 2004年：奉准成立音樂班。
- 2006年：奉准成立體育班。
- 2014年：12月25日，因應桃園縣升格改制為直轄市，更名為桃園市立大成國民中學。
- 2016年：奉准成立圍棋專班。
- 2017年：奉准成立數理資優班。

## 歷任校長
| 任期 | 姓名       | 任職日期  | 離職日期  | 備註                                                                    |
| ---- | ---------- | --------- | --------- | ----------------------------------------------------------------------- |
| 1    | 林馥森先生 | 1980年8月 | 1989年1月 | 原桃園縣立大漢國民中學校長轉任，屆齡退休。                              |
| 2    | 謝新超先生 | 1989年2月 | 1994年2月 | 原桃園縣立新屋國民中學校長轉任，屆齡退休。                              |
| 3    | 李國亮先生 | 1994年2月 | 1995年7月 | 原桃園縣立竹圍國民中學校長轉任，調任桃園縣立永豐高級中學籌備處主任。    |
| 4    | 賴永清先生 | 1995年8月 | 1999年7月 | 原桃園縣立南崁國民中學校長轉任，調任桃園縣立東興國民中學。              |
| 5    | 謝錦雲先生 | 1999年8月 | 2003年7月 | 原桃園縣立山腳國民中學校長轉任，調任桃園縣立永豐高級中學。              |
| 6    | 曾增福先生 | 2003年8月 | 2007年7月 | 原桃園縣立新屋國民中學校長轉任，調任桃園縣立仁美國民中學。              |
| 7    | 王輝榮先生 | 2007年8月 | 2010年7月 | 原桃園縣立青溪國民中學校長轉任，任內退休。                              |
| 8    | 高鴻怡女士 | 2010年8月 | 2013年7月 | 原桃園縣立楊明國民中學校長轉任，任內退休。                              |
| 9    | 蔡聖賢先生 | 2013年8月 | 2017年7月 | 原桃園縣政府教育局督學轉任，調任桃園市政府教育局國中教育科長。          |
| 代理 | 曹榕浚女士 | 2017年8月 | 2018年7月 | 桃園市政府教育局督學代理。                                              |
| 10   | 蘇佐璽先生 | 2018年8月 | 2023年6月 | 原桃園市立文昌國民中學校長轉任，2023年6月轉任原住民族委員會副主任委員。 |
| 代理 | 劉美君女士 | 2023年8月 | 2024年7月 | 桃園市政府教育局督學代理，曾任桃園市立茄苳國民小學代理校長。            |
| 11   | 黃千珊女士 | 2024年8月 | 現任      | 原桃園市立永豐高級中等學校教務主任升任。                                |

## 學區
- 大千里
- 大榮里
- 大慶里
- 大智里（第24鄰桃德路8巷26弄1－3號、5－8號、10號，桃德路8巷32號除外）
- 大漢里
- 大愛里
- 大同里
- 大興里
- 大忠里
- 大勇里
- 大義里
- 大成里
- 大安里
- 大和里
- 大華里
- 大竹里
- 大發里（第1－5、9－18、6鄰【和平路1190巷，後庄街41巷、43巷、135號，後庄4號，福德1路189、237號、293巷5弄、315號、339號、395號、401巷、485號】）
- 大發里（第6鄰福德1路177巷、第7－8、19－21鄰）【為大成國中、新北市鳳鳴國中共同學區】
- 大昌里
- 陸光里
- 大順里
- 大湳里（第1－16、18－25、27－32鄰）
- 大湳里（第17、26鄰）【為大成國中、福豐國中共同學區】
- 大強里（第3－26、28鄰）
- 廣隆里（第1－25、29－31鄰）
- 廣興里（第11、25【廣福路389巷全部】、26鄰）
- 瑞興里（第14－18鄰）

## 交通
包含校門口的公車站及附近可利用的公車站。

### 大成國中站（校門口）
- L113、L115 免巴紅線

### 大成國中站（和平路/忠勇街口）
- 103 桃園-華映公司
- 713 八德-捷運永寧站(經建國路)
- 715A 八德-捷運永寧站(經介壽路、和平路)

### 香榭麗舍站（和平路）
- 9089 桃園-捷運古亭站(經大湳、板橋)
  - 去程僅限上車，返程僅限下車。

### 大湳站（介壽路一段/廣福路口）
- GR2 桃園-八德
- 102 桃園-景雲新村(經大湳)
- 107 桃園-大湳(經台一線、國際路)
  - 本站為終點站。
- 130 桃園-榮民之家
  - 僅限去程。
- 157 桃園-新興高中(經八德)
- 201 八德-水尾
- 715 八德-永寧捷運站(經介壽路、義勇街)
- 717 龍岡圓環-永寧捷運站
- 5000 桃園-至善高中(經大溪)
- 5008 桃園-中壢(經龍岡)
- 5010 桃園-中壢(經八德、仁美)
- 5011 桃園-中壢(經竹巷)
- 5044 桃園-龍潭(經八德、十一份)
- 5053 桃園-龍潭(經九龍村)
- 5053A 桃園-龍潭(經九龍村、繞駛國軍桃園總醫院、前站-民族路口)
- 5056 桃園-石門水庫
- 5060 桃園-榮民之家
- 5090 桃園-林班口
- 5096 桃園-大溪
- 5096A 桃園-大溪(繞駛前站-民族路口)
- 5301 桃園前站-林班口
- L118、L119 免巴綠線
- L120、L121 免巴紫線

## 學校週邊
- 大忠國小
- 大成國小
- 大安國小
- 大勇國小
- 中正堂圖書館
- 大湳森林公園
- 西坡埤塘生態公園

## 外部連結
- 桃園市立大成國民中學 （页面存档备份，存于）